# Хафджи – Міна-аль-Ахмаді
Хафджи – Міна-аль-Ахмаді – трубопровід, споруджений для транспортування належної Кувейту продукції, яку отримують на установці підготовки газу нафтового родовища Хафджи, що знаходиться у спільній розробці із Саудівською Аравією.
Трубопровід, який ввели у дію в 2021 році, має довжину 110 км. З них перші 4 км припадають на територію Саудівської Аравії, далі йде офшорна ділянка довжиною 47 км та друга наземна ділянка по території Кувейту завдовжки 59 км.
Трубопровід призначений для перекачування у спільному потоці конденсату та газу. Він виконаний у діаметрі в 300 мм та має добову пропускну здатність у 6000 барелів конденсату та 1,13 млн м3 газу, з яких 0,31 млн м3 придатний для використання, а ще 0,82 млн м3 містять значні обсяги сірководню, на вилученні якого спеціалізується газопереробний завод Міна-аль-Ахмаді.
У 2023-му завершили перемичку, яка дозволила подавати готовий до використання газ до району Аз-Зур (тут працюють такі потужні споживачі, як ТЕС Аз-Зур-Південь, ТЕС Аз-Зур-Північ та нафтопереробний завод Аз-Зур, потреби яких передусім забезпечує термінал для імпорту ЗПГ Аз-Зур.